# Guatemalteeks syfilisexperiment

Guatemala

Het Guatemalteekse syfilisexperiment was een experiment op mensen in Guatemala, geleid door de Verenigde Staten, waarbij proefpersonen doelbewust met seksueel overdraagbare aandoeningen werden besmet. Dit gebeurde van 1946 tot 1948, onder het bewind van de Amerikaanse president Harry S. Truman en de Guatemalteekse president Juan José Arévalo, met de medewerking van een aantal Guatemalteekse ministeries en ambtenaren van Volksgezondheid. Artsen besmetten soldaten, prostituees, gevangenen en psychiatrische patiënten met syfilis en andere seksueel overdraagbare aandoeningen, zonder dat de proefpersonen daarvan op de hoogte waren. Een deel van hen (700) werd met een antibioticum behandeld, en een ander deel (600) niet. Er vielen ten minste 83 doden. In oktober 2010 hebben de VS formeel excuses aangeboden aan Guatemala voor het uitvoeren van deze experimenten.

## Experimenten
De experimenten werden geleid door United States Public Health Servic arts John Charles Cutler, die later ook meewerkte aan het Tuskegee-syfilisonderzoek. In gearchiveerde documenten erkent Dr. Thomas Parran Jr, de US. Surgeon General tijdens de experimenten, dat de Guatemalteekse experimenten niet in eigen land konden worden uitgevoerd en dat er details verborgen werden gehouden voor Guatemalteekse ambtenaren.
De experimenten werden gefinancierd door een subsidie van het Nationale Instituut van Gezondheid aan de Pan-Amerikaanse Gezondheidsorganisatie (PAHO) en van meerdere Guatemalteekse ministeries. In totaal waren er ongeveer 1500 proefpersonen betrokkenen, de resultaten zijn nooit gepubliceerd.
Professor Susan Mokotoff Reverby van het Wellesley college ontdekte de gegevens van deze experimenten in 2005 toen ze onderzoek deed naar het Tuskegee-syfilisexperiment. Cutler gaf haar bevindingen door aan Amerikaanse regeringsfunctionarissen.
Het Tuskegee-experiment volgde de natuurlijke progressie van syfilis in personen, die al besmet waren, maar in Guatemala hebben artsen opzettelijk gezonde mensen met ziekten besmet, met soms dodelijke gevolgen. Het doel van het onderzoek lijkt te zijn geweest om het effect van penicilline op het verloop van geslachtsziekten te bepalen. De onderzoekers betaalden prostituees die al besmet waren met syfilis, om seks met gevangenen te hebben, anderen werden besmet door ze in te enten met de bacterie. In geval van besmetting werden er antibiotica toegediend. Hoewel er adequate penicilline-behandeling voor 76% van de proefpersonen beschikbaar was, heeft slechts 26% deze behandeling voltooid. Francis Collins, de huidige directeur van de National Institutes of Health, noemt de zogenaamde experimenten "een donker hoofdstuk in de geschiedenis van de geneeskunde" en merkte op dat moderne regels het verbieden om onderzoek op menselijk patiënten uit te voeren zonder toestemming van een goed geïnformeerde patiënt (Informed consent).
De studie lijkt te zijn beëindigd in 1948, deels als gevolg van medische "roddel" over het werk, en deels omdat penicilline kostbaar en schaars was tijdens en vlak na de oorlog. Tot begin jaren 1950 controleerde men de proefpersonen door middel van laboratoriumbepalingen en observatie.
Uiteindelijk werd vergelijkbaar onderzoek ook uitgevoerd op de transmissie en preventie van gonorroe en Ulcus molle. Alle soa-experimenten bestonden uit vrouwelijke prostituees, gevangenen, soldaten en psychiatrische patiënten. De Center for Disease Control and Prevention erkent dat het ontwerp en de uitvoering van de onderzoeken onethisch waren, de opzettelijke blootstelling van proefpersonen uit kwetsbare groepen, die te slecht geïnformeerd waren om toestemming te geven of te weigeren, hoewel ze werden blootgesteld aan grote gezondheidsrisico's.

## Verontschuldigingen en reacties
In oktober 2010 heeft de Amerikaanse regering officieel excuses aangeboden en aangekondigd dat er geen verjaringstermijn voor de schending van de mensenrechten in de medische onderzoeken zal zijn. In een gezamenlijke verklaring zeiden Hillary Clinton en Kathleen Sebelius:
Hoewel deze gebeurtenissen zich meer dan 64 jaar geleden hebben afgespeeld, zijn we verontwaardigd dat een dergelijke verwerpelijk onderzoek heeft plaatsgevonden onder het mom van de volksgezondheid. Wij betreuren dat het is gebeurd, en bieden excuses aan alle personen die getroffen werden door deze weerzinwekkende onderzoeken. Het vertoonde gedrag tijdens de experimenten vertegenwoordigt niet de waarden van de VS en ook niet onze inzet voor de menselijke waardigheid en ons grote respect voor de mensen in Guatemala.
President Barack Obama bood zijn verontschuldigingen aan President Álvaro Colom, die deze experimenten een "crime against humanity" noemde.

"Uit de taal van het rapport bleek duidelijk dat de Amerikaanse onderzoekers begrepen dat het experiment fundamenteel onethisch was. In feite is het Guatemalteekse syfilisonderzoek tegelijkertijd uitgevoerd met het proces in Neurenberg (december 1946 - augustus 1947), waar 23 Duitse artsen terecht stonden wegens medeplichtigheid aan de medische experimenten op concentratiekamp gevangenen".
De Amerikaanse regering vroeg het Institute of Medicine om deze onderzoeken nog eens te herzien. Daarnaast is de Presidentiële Commissie voor de Studie van bio-ethische kwesties gevraagd om een panel van internationale deskundigen samen te stellen om de huidige stand van het medisch onderzoek te beoordelen en te waarborgen dat gebeurtenissen als deze zich niet kunnen herhalen. Het verslag van de Commissie, Ethically Impossible: STD Research in Guatemala from 1946 to 1948, gepubliceerd in september 2011, concludeerde dat de Guatemala-experimenten konden plaatsvinden door schending van fundamentele ethische principes, ook wanneer je het bekijkt met het inzicht van toen.
Mensenrechtenactivisten hebben opgeroepen om gezinnen te compenseren.